# Randall Duell
Randall Duell (Russell County, Kansas, Estados Unidos, 17 de julio de 1903 - Los Ángeles, California, Estados Unidos, 28 de noviembre de 1992) fue un director de arte estadounidense, nominado en tres ocasiones al premio Óscar a la mejor dirección artística.

## Filmografía
| Año  | Título original                | Títulos en español                                            |
| ---- | ------------------------------ | ------------------------------------------------------------- |
| 1944 | Mrs. Parkington                | La señora Parkington                                          |
| 1945 | Anchors aweigh                 | Levando anclas Leven anclas                                   |
| 1946 | The postman always rings twice | El cartero siempre llama dos veces El cartero llama dos veces |
| 1946 | Undercurrent                   | Corrientes ocultas Trágico secreto                            |
| 1947 | Song of the thin man           | La canción de los acusados                                    |
| 1947 | This time for keeps            |                                                               |
| 1948 | Homecoming                     | La rival                                                      |
| 1948 | A sourthern yankee             |                                                               |
| 1948 | The kissing bandit             | Me besó un bandido                                            |
| 1949 | The sun comes up               | Nueva alborada                                                |
| 1949 | Big Jack                       |                                                               |
| 1949 | In the good old summertime     | En aquel viejo verano La novia incógnita                      |
| 1949 | Intruder in the dust           | Han matado a un hombre blanco                                 |
| 1949 | East side, west side           | Mundos opuestos                                               |
| 1950 | The Asphalt Jungle             | La jungla de asfalto Mientras la ciudad duerme                |
| 1950 | Pagan love song                | Canción pagana                                                |
| 1951 | Excuse my dust                 |                                                               |
| 1951 | The unknown man                |                                                               |
| 1952 | Singin' in the rain            | Cantando bajo la lluvia Cantando en la lluvia                 |
| 1952 | Shadow in the sky              |                                                               |
| 1952 | Everything I have is yours     |                                                               |
| 1953 | The girl who had everything    | Almas errantes                                                |
| 1953 | All the Brothers Were Valiant  | Todos los hermanos eran valientes                             |
| 1954 | The Student Prince             | El príncipe estudiante                                        |
| 1954 | The Last Time I Saw Paris      | La última vez que vi París                                    |
| 1955 | The Prodigal                   | El hijo pródigo                                               |
| 1955 | Blackboard Jungle              | Semilla de maldad                                             |
| 1955 | Trial                          | La furia de los justos                                        |
| 1956 | The Swan                       | El cisne                                                      |
| 1956 | Invitation to the Dance        | Invitación a la danza Invitación al baile                     |
| 1956 | The great american pastime     |                                                               |
| 1957 | Ten Thousand Bedrooms          | Diez mil dormitorios                                          |
| 1957 | Silk Stockings                 | La bella de Moscú                                             |
| 1957 | Jailhouse rock                 | El rock de la carcel Prisionero del Rock and Roll             |
| 1958 | The high cost of loving        |                                                               |
| 1958 | Party girl                     | Chicago, años 30                                              |
| 1958 | The tunnel of love             | Mi marido se divierte                                         |
| 1959 | Count your blessings           |                                                               |

## Premios y distinciones
Premios Óscar
| Año  | Categoría                                | Película                   | Resultado |
| ---- | ---------------------------------------- | -------------------------- | --------- |
| 1942 | Mejor dirección de arte - Blanco y negro | Cuando ellas se encuentran | Nominado  |
| 1956 | Mejor dirección de arte - Blanco y negro | Semilla de maldad          | Nominado  |